# 反唐纳·川普抗议运动
反唐纳·川普抗议运动（英語：Protests against Donald Trump）是針對美國商人唐納·川普自2015年6月16日競選美國總統、贏得共和黨的總統提名、贏得總統選舉、就職再到其任期的一連串抗議運動。
很多反川普人士主要是民主黨支持者、無黨籍及少部分共和黨支持者，他們反對川普一系列言论和立场，包括被指針對非法移民，涉及性別歧視、種族歧視、仇外及反伊斯蘭等言論。在川普當選後，他們不認為他是合法的總統，其中民主黨大本營的加州居民甚至因此掀起名为Yes California的獨立運動，當地民調支持獨立上升至30%左右。

## 競選期間抗議
2015年6月在唐納·川普宣布參選總統時，他指責墨西哥非法移民是「強暴犯」，指控墨西哥非法移民帶來毒品和犯罪問題，稱墨西哥非法移民多為犯罪者，因而遭到墨西哥及拉丁美洲移民的譴責。

## 就職後抗議

### 女性大遊行
女性大游行是自2017年1月21以来在世界各地进行的一系列女权游行示威活动，旨在捍卫女权，同时为移民改革、科学精神、健保改革、环境保护、LGBT权益、种族公义、世俗化运动、女性堕胎权益发声。这些游行示威活动直指新任美国总统唐纳德·特朗普的一系列言论和立场，包括被指涉及性別歧視、種族歧視、仇外及反伊斯蘭等言論。
其间首次抗议发生于华盛顿哥伦比亚特区，并被称作华盛顿女性大游行（Women's March on Washington）。
此次游行示威作为草根运动在唐纳德·特朗普于同年1月20日就任的第二天开始，旨在“向执政当局上台的第一天发出直接信息、告诉世界女权即人权”、对特朗普的侵犯女性的言论与行为进行抗議。参与华盛顿游行的人数至少为现场参与前一天就职典礼的人数三倍。YouTube、Facebook及Twitter等社交网站上均有直播位於華盛頓的遊行。

#### 2018年女性大遊行
2018年女性大遊行，為全美東部與西部各地聯合第2次發動之女权遊行示威活动，正逢特朗普就職滿一周年，有數萬名男女抗議群眾們再次上街遊行，不少名人也現身示威，包含美國女星娜塔莉·波曼、史嘉蕾·喬韓森、伊娃·隆格里亞、台裔女星吳恬敏、美國職棒名人克里斯·伍德沃德等人參與，強烈再度譴責川普對移民、墮胎、同性伴侶與跨性別者LGBT族群、女權等議題所持不利立場。參與反川普、爭女權遊行全美各城市包含紐約、洛杉磯、西雅圖、費城、麻州劍橋市、德州休士頓、懷俄明州、南達科塔州、猶他州等。

### 為科學遊行
為科學遊行（英語：March for Science）是一項在美國華盛頓特區以及全球600多個城市舉行的巡遊和集會。主辦單位透露，本次活動是為了慶祝科學及其在日常生活扮演的重要角色，並希望籍著活動喚醒大眾關注基於實證的政策規劃在維護公眾利益的角色。

為科學遊行的組織者和支持者認為，對科學的支持應該是無分黨派的。部分組織者是被特朗普政權的反科學政策而激起遊行的念頭。 為科學遊行的官方網站上指出，“忽略科學而崇尚意識形態議程的美國政府，對全世界將會是個威脅。”

### 大學項目活動推薦反特朗普閱讀材料
自特朗普當選以來，政治因素開始滲透至教育等不同層面。美國的杜克大學性別及女權研究項目贊助的活動推薦有關反對特朗普的阅读材料。

### 美國承認耶路撒冷為以色列首都
2017年12月6日特朗普在白宫发表演讲，正式宣布決定承认耶路撒冷为以色列首都，并且宣布将美国驻以色列大使馆迁至耶路撒冷的计划。12月8日，巴勒斯坦、土耳其、馬來西亞、阿富汗、敘利亞、伊拉克、伊朗、埃及及印尼、 黎巴嫩等各國地區大批穆斯林抗議群眾陸續先後抗議。12月10日，黎巴嫩抗議群眾揮舞巴勒斯坦國旗，踐踏川普海報，焚燒川普海報、美國和以色列2國國旗海報，並高喊反川普口號，表達對美國政府的憤怒。

### 佛羅里達校園槍擊案
為我們的生命遊行（英語：March for Our Lives）由美國佛羅里達州校園槍擊案倖存學生與老師及罹難與受害倖存者及家屬們號召下，全美各地與全球各城市超過二百萬人響應，該活動強烈主張美國應加強槍械管制。知名明星保羅麥卡尼等人與名人及其他國家地區民眾們皆有參與。

### 家人應該在一起遊行
2018年6月30日，大批成千上萬示威群眾們於華盛頓特區白宮前方的拉法耶廣場舉辦家人應該在一起（英語：Families Belong Together）示威抗議遊行，抗議川普的零容忍移民政策，要求立刻讓美墨邊境破碎家庭團圓。包含波士頓、芝加哥、洛杉磯、紐約及波特蘭等大城都有類似抗議活動，與會者不乏艾莉西亞·凱斯、林-曼努爾·米蘭達和約翰·傳奇等明星。皮斯卡特維印地安部族代表馬林-塔雅克以英文和西班牙文表示：「我們不相信邊境和圍牆。」，大批民眾頂著攝氏33度高溫，高喊「丟臉！」

### 反對川普政府蓋築美墨邊界牆抗議相關活動
2019年2月18日，因川普自行宣布進入國家緊急狀態，直接動用美國國防預算築牆，導致美國16個州檢察長、全美50州其中48州反築牆團體，向法院對川普政府提出訴訟，控告川普違法濫權及選在周一「總統日」上街抗議。美國綠黨活躍人士山姆·克魯克（Sam Crook）在華府抗議活動中的人群中表示：「川普企圖顛覆我們的民主政治。」受影響邊界居民和環保團體，也聯合起來向川普提告。

### 英國反川普示威
2019年6月4日，川普與英國首相梅伊會晤，數以千計群眾湧入倫敦特拉法加廣場示威，反對川普訪問英國，包括女權、環保、反戰及工運團體，一同反對川普，齊聲高呼:「講清楚，說明白，我們不要川普來」。示威人士將集合廣場稱為「無川普地帶」，升起川普巨嬰氣球，還有一尊坐在馬桶上的川普機器人，強調要抵抗川普主義，讓川普知道自己在英國不歡迎。

### 科學雜誌打破政治中立原則
2020年美國總統選舉前夕，受特朗普的不滿立場，多家科學雜誌，包括《自然》、《科學人》等打破過去的中立態度，分分表態支持拜登，反對特朗普連任。

## 备注
1. ↑  此前2005年川普曾夸口言其能在未经允许的情况下抓女性阴部，称“只要你是名人，她們就讓你做，想做什么都行，比如抓她们的下体”。英文原文为

## 註解
1. ↑  O'Brien, Keith. . Politico. 2016-03-13  [March 20, 2016]. （原始内容存档于2020-06-01）.
2. ↑  Moreno, Cynthia. . Vida en el Valle. 2016-04-30  [2016-05-01]. （原始内容存档于2016-06-02）.
3. ↑  . Liberation. 2016-05  [2016-05-01]. （原始内容存档于2016-05-02）.
4. ↑  . CBS Los Angeles. 2016-04-28  [2016-05-04]. （原始内容存档于2016-05-02）.
5. ↑  Gralia, Joan. . Newsday. 2015-03-19  [2016-03-20]. （原始内容存档于2016-03-20）.
6. ↑  Gilbert, David. . Vice News. 2016-11-11  [2016-11-12]. （原始内容存档于2016-11-12）.
7. 1 2  Helmore, Jason Wilson Edward; Swaine, Jon. . 2017-08-13  [2018-12-08]. （原始内容存档于2017-08-13） –www.theguardian.com.
8. 1 2  . Fox News. 2016-06-03  [2016-06-03]. （原始内容存档于2016-06-03）.
9. ↑  Bellware, Kim. . Huffington Post. 2016-03-11  [2016-03-12]. （原始内容存档于2016-12-29）.
10. ↑  . NBC DFW.   [2016-06-17]. （原始内容存档于2017-01-29）.
11. ↑  . NY Times.   [2017-04-23]. （原始内容存档于2017-02-15）.
12. ↑  .   [2017-01-26]. （原始内容存档于2016-12-01）.
13. ↑  批移美墨民「強暴犯」 川普演說遭譴責 （页面存档备份，存于），2015-06-18，自由時報
14. ↑  . Reuters. 2017-01-22  [2017-01-22]. （原始内容存档于2017-01-22）.
15. ↑  Tolentino, Jia. . The New Yorker. 2017-01-18  [2017-01-20]. （原始内容存档于2017-01-20）.
16. ↑  Bosman, Julie. . nytimes. 2017-01-21  [2017-01-22]. （原始内容存档于2017-01-22）.
17. ↑  Tatum, Sophie. . CNN. 2017-01-16  [2017-01-20]. （原始内容存档于2017-01-19）.
18. ↑  Wallace, Tim; Parlapiano, Alicia. . The New York Times. 2017-01-22  [2017-01-22]. （原始内容存档于2017-03-13）.
19. ↑  .   [2017-01-26]. （原始内容存档于2017-01-22）.Live stream of Women's March on Washington
20. ↑  . Women's March.   [2017-01-21]. （原始内容存档于2017-01-29）. You can view the program live on a number of Jumbotrons on Independence Ave. and through all of our social media platforms, Facebook, Twitter, and YouTube.
21. ↑  .   [2018-01-21]. （原始内容存档于2018-01-22）.
22. ↑  .   [2018-01-21]. （原始内容存档于2020-05-07）.
23. ↑  . 2017-03-07  [2017-03-07]. （原始内容存档于2017-03-07）.
24. ↑  Ahuja, Masuma. . CNN.   [2017-01-31]. （原始内容存档于2017-01-31）.
25. ↑  Sean Rossman. . USA Today.   [2017-01-31]. （原始内容存档于2017-02-01） （英语）.
26. ↑  Adam Frank. . 2017-02-12  [2017-03-06]. （原始内容存档于2017-03-07）.
27. ↑  .   [2021-01-25]. （原始内容存档于2021-01-31）.
28. ↑  . 多维网. 2017-12-06  [2017-12-06]. （原始内容存档于2017-12-07）.
29. ↑  .   [2018-02-23]. （原始内容存档于2018-02-24）.
30. ↑  .   [2018-02-23]. （原始内容存档于2018-02-24）.
31. ↑  .   [2018-03-26]. （原始内容存档于2018-03-25）.
32. ↑  .   [2018-03-26]. （原始内容存档于2018-03-26）.
33. ↑  .   [2018年3月26日]. （原始内容存档于2020年5月2日）.
34. ↑  .   [2018-07-04]. （原始内容存档于2018-07-04）.
35. ↑  川普宣布緊急狀態 白宮外民眾抗議 （页面存档备份，存于）yahoo奇摩新聞 中央社華盛頓18日綜合外電報導 2019年2月19日 上午5:46
36. ↑  川普動用國防預算築牆 16州聯合訴訟 （页面存档备份，存于）yahoo奇摩新聞 TVBS新聞網 孟心怡 2019年2月20日 下午6:54
37. ↑  川普宣布緊急狀態 白宮外民眾抗議 （页面存档备份，存于）聯合新聞網 2019-02-19 06:06中央社 華盛頓18日綜合外電報導
38. ↑  . 民視新聞.   [2019-06-04]. （原始内容存档于2020-06-03）.
39. ↑  李京倫. . 聯合新聞網.   [2019-06-04]. （原始内容存档于2019-06-08）.